# SUCRE

A korábbi ALBA tagok térképe

A SUCRE (Spanyolul: Sistema Unitario de Compensación Regional, angolul: Unified System for Regional Compensation, magyarul: regionális fizetés egységes rendszere) egy regionális valuta, amelyet az ALBA blokk tagállamai közötti kereskedelmi forgalom bonyolítására hoztak létre. A SUCRE az amerikai dollárt, mint csereeszközt szándékolt helyettesíteni, ezáltal csökkentve az USA befolyását és ellenőrzését a latin-amerikai gazdaságok felett és megszilárdítva a regionális piacokat.
A SUCRE-t mint virtuális fizetőeszközt először 2010-ben használták két tranzakcióban Ecuador és Venezuela között. A tagállamok között SUCRE-ban történt nemzetközi kereskedelem mértéke 2013-ban meghaladta a $850 millió dollárt.
A SUCRE, mint virtuális kiegészítő pénztípus bevezetésének terve az Euró Európai Unió általi bevezetésével esik egy időre 1999-ben, amelyet az Európai valutaegység előzött meg 1979-ben. A SUCRE az összes tranzakció elszámolási egysége a klíringházban. Az értéke a tagállamok valutakosarának értékéből ered, a gazdaságok relatív méretének arányával súlyozva.
Az ALBA-tag Dominica, Saint Vincent and the Grenadines, és Antigua and Barbuda esetében az új valuta dilemmát okoz, mivel ezek az országok már tagjai a Kelet-Karibi Valutauniónak és a  Kelet-karibi dollárt használják, bár egyikük sem írta alá a SUCRE bevezetésével járó egyezményt.
A SUCRE Antonio José de Sucre után kapta a nevét, aki vezető szerepet töltött be Latin-Amerika függetlenségi harcaiban. A valuta általános feltételeit 2009-ben jelentették ki. A hivatalos egyezményt, amelynek eredményeképpen megalakult a regionális fizetési klíringház, a hat latin-amerikai elnök írta alá Cochabamba városában, Bolíviában.
2013-ban Uruguay is bevezette a valutát